# Hells Bells
„Hells Bells“ е първата песен от албума Back in Black на австралийската рок група Ей Си/Ди Си(AC/DC). И днес Hells Bells остава едно от най-известните парчета на групата, предшестващо всички останали песни от първия им албум без легендарния Бон Скот. За негов заместник е избран Брайън Джонсън. Докато слуховете твърдят че текста е написан от Бон, то от Ей Си/Ди Си са непоколебими че в създаването на песента са взели участие само братята Ангъс и Малкълм Йънг и новият вокалист Брайън Джонсън.
Самата песен започва с равномерен зловещ каманен звън последван от интрото. Скоро след втория припев, Ангъс Йънг изпълнява едно от най-известните си китарни сола.
Тази песен е включена също и в саундтрака към филма на Стивън Кинг Maximum Overdrive – Who Made Who, и в двете версии на албума от 1992 Live.
Песента е написана в памет на бившия вокалист Бон Скот. Той бил намерен мъртъв в соствената си колата в близост до Биг Бен. Причината за смъртта е алкохолно отравяне.

## Камбаната
Камбаната използвана в песента била излята специално за групата. Въпреки продължително търсене из цял Лондон, групата не могла да се сдобие с нужната им за целта камбана. В крайна сметка поръчали собствена камбана като в записа на песента взел участие и самият леяр, свирейки на нея.

## Състав
- Брайън Джонсън – вокали
- Ангъс Йънг – соло китара
- Малкълм Йънг – ритъм китара, беквокали
- Клиф Уилямс – бас китара, беквокали
- Фил Ръд – барабани

- Продуцент – Джон „Мът“ Ланг (John „Mutt“ Lange)